# آی‌پد پرو (نسل اول)
آی پد پرو (نسل اول)، تبلتی است که توسط اپل در تاریخ ۹ سپتامبر ۲۰۱۵ معرفی شد و در ۱۱ نوامبر ۲۰۱۵ منتشر شد. این تبلت بزرگتر از تمام مدلهای قبلی آی پد و اولین تبلت آی پد است که از RAM LPDDR4 بهره می‌برد. این تبلت ابتدا با صفحه نمایش ۱۲/۹ اینچی معرفی شد و بعداً نسخه کوچکتر ۹٫۷ اینچی را دنبال کرد که در ۲۱ مارس ۲۰۱۶ اعلام شد و در ۳۱ مارس همان سال منتشر شد.

## امکانات

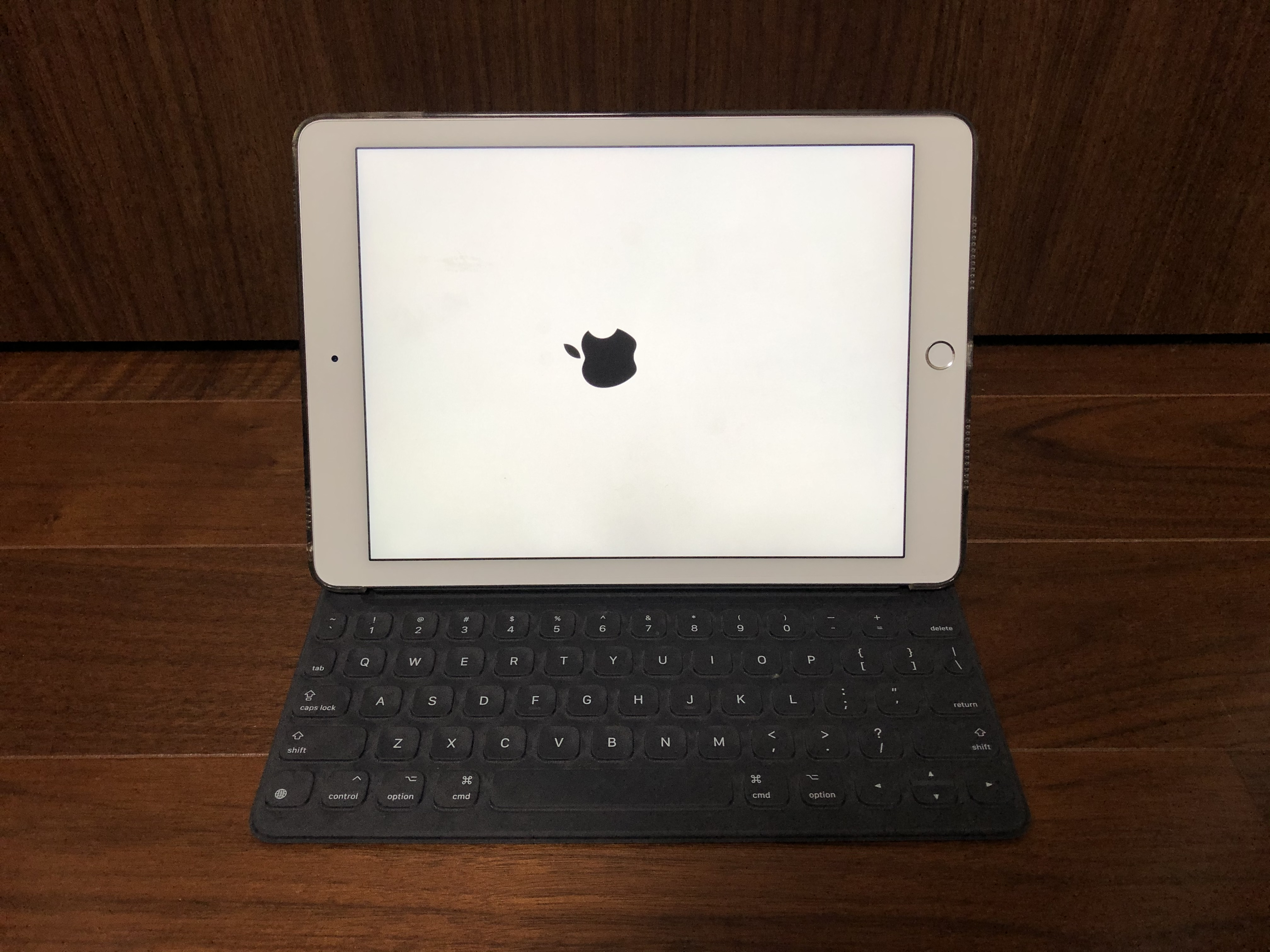
آیپد پرو

نسخه ۱۲٫۹ اینچی آیپد پرو طی یک رویداد ویژه اپل در ۹ سپتامبر ۲۰۱۵ اعلام شد. در ۱۱ نوامبر ۲۰۱۵ با رنگ های نقره ای، طلایی و خاکستری منتشر شد. در تاریخ ۲۱ مارس ۲۰۱۶، نسخه ۹/۷ اینچی آیپد پرو در یک سخنرانی اصلی اپل با گزینه اضافی رنگ رز گُلد اعلام شد. همچنین این نسخه با گزینه Cellular + WiFi معرفی شد که خیلی ویژگی مهمی برای این نسل آی پد بود٬ چرا که این ویژگی قبلا فقط در آی پد پرو نسخه ۱۲۸ گیگابایتی اش بود.
آیپد پرو ۹٫۷ اینچی از پردازنده سریعتر و دوربین بهتری نسبت به آیپد ایر ۲ برخوردار است. این تبلت در واقع آی پدی است که دارای تروتون فلش و رِتینا فلش است و ویژگی ذخیره‌سازی ۲۵۶ گیگابایتی آن بالاترین میزان برای یک آیپد در آن زمان است. نمایشگر تروتون آن به ال سی دی امکان می‌دهد رنگ و شدت نور خود را با نور محیط تطبیق دهد.